# Baptisia lanceolata
Baptisia lanceolata är en ärtväxtart som först beskrevs av Thomas Walter, och fick sitt nu gällande namn av Stephen Elliott. Baptisia lanceolata ingår i släktet Baptisia och familjen ärtväxter.

## Underarter
Arten delas in i följande underarter:
- B. l. lanceolata
- B. l. tomentosa